# ガブリエル・カンピージョ
ガブリエル・カンピージョ（Gabriel Campillo、1978年12月19日 - ）は、スペインの男子プロボクサー。マドリード出身。元WBA世界ライトヘビー級王者。

## 来歴
2002年2月9日、カンピージョは地元マドリードでデビューを果たしたが、最終4回無効試合に終わり意外な形でデビューした。
2005年12月3日、サンタ・クルス・デ・テネリフェでスペインライトヘビー級王者ファン・ネロンゴと対戦し、10回3-0（3者とも98-92）の判定勝ちを収め、王座獲得に成功した。
2007年5月19日、ファン・ネロンゴとリマッチを行い、5回レフェリーストップで勝利を収め、スペイン王座初防衛に成功した。
2007年9月13日、ウクライナ、キエフのスポーツ・パレスでヴァチェスラフ・ウゼルコフとWBAインターコンチネンタルライトヘビー級王座決定戦を行い、プロ初黒星となる6回KO負けを喫し、王座獲得に失敗した。
2008年9月20日、ドイツ、ノイブランデンブルクのヤーン・シュポルト・フォールムでEBUヨーロッパスーパーミドル級王者カロ・ムラトと対戦し、12回0-2（115-115、2者が113-115）の僅差判定負けを喫し、王座獲得に失敗した。
2009年3月8日、デンマーク、コッケダルのホルムガードスコーレンでヨーロッパボクシング連合|EBUヨーロッパスーパーミドル級王者ロレンガ・モックと対戦し、12回3-0（115-114、114-113、114-114）の判定勝ちを収め、王座獲得に成功した。
2009年6月20日、アルゼンチン、サンタフェ州サンチャレスのクルブ・デポルティーボ・リベルタードでWBA世界ライトヘビー級王者ウーゴ・ガライと対戦。前評判は圧倒的にガライ優位だった。試合は前半はガライペースだったが、コンディションが不調でペースが落ちたところでカンピージョがペースを少しずつ握り、12回2-0（115-114、114-113、114-114）の判定勝ちを収め、王座獲得に成功した。
2009年8月15日、カザフスタンのアスタナでベイブット・シュメノフと対戦し、12回2-0(113-113、114-113、115-111)の判定勝ちを収め初防衛に成功した。
2010年1月29日、ハードロック・ホテル&カジノ内ザ・ジョイントでIBA世界ライトヘビー級王者ベイブット・シュメノフとリマッチを行い、12回1-2(117-111、111-117、113-115)の判定負けを喫し2度目の防衛に失敗し王座から陥落した。
2011年10月1日、ドイツのノイブランデンブルクでIBFインターコンチネンタルライトヘビー級王者カロ・ムラトと再戦。この試合の勝者にはタボリス・クラウドへの挑戦権がかかった試合だった。試合はほとんど互角のペースになり、12回1-1（115-113、111-117、114-114）の判定で引き分けたため、クラウドへの挑戦権獲得に失敗した。
2012年2月18日、テキサス州コーパスクリスティのアメリカン・バンク・センターでIBF世界ライトヘビー級王者タボリス・クラウドと対戦し、初回に2度ダウンを奪われストップ寸前まで追い詰められた。4回に有効打で左目をカットするが、その後はカンピージョがペースを握り、強打のクラウドを空転させた。しかし12回1-2（115-111、110-116、112-114）の判定負けを喫し、WBAに続く王座獲得に失敗した。
2013年1月19日、コネチカット州アンカスビルのモヒガン・サン・カジノでWBC世界ライトヘビー級8位のセルゲイ・コバレフと対戦し、3回1分30秒TKO負けを喫した。
2013年8月16日、シカゴのUSセルラー・フィールドでアンドルー・フォンファラと対戦。8回終了時には2-1（2者が77-75、75-77）とわずかにカンピージョがリードを広げていたが、9回右ボディショットをもらってダウンを奪われると、レフェリーがカウントアウトで試合を止め、9回1分37秒逆転KO負けを喫した。
2014年5月9日、ラス・パルマス・デ・グラン・カナリアのグラン・カナリア・アリーナでリッキー・デニス・ポウとライトヘビー級契約10回戦を行い、7回TKO勝ちを収め再起に成功した。
2014年8月1日、ワシントン州シェルトンのリトル・クリーク・カジノ・リゾートでNABO北米ライトヘビー級王者トーマス・ウィリアムス・ジュニアと対戦し、ウィリアムスの5回終了時棄権を申し出たため、王座獲得に成功した。
2015年4月4日、カナダ、ケベック・シティーのコリシー・ペプシでWBC世界ライトヘビー級7位のアルツール・ベテルビエフと対戦し、4回2分22秒KO負けを喫した。

## 獲得タイトル
- スペインライトヘビー級王座
- EBUヨーロッパ連合スーパーミドル級王座
- WBA世界ライトヘビー級王座（防衛1度）
- NABO北米ライトヘビー級王座